# Universiteit Gdańsk
De Universiteit Gdańsk (Pools: Uniwersytet Gdański (UG); Engels: University of Gdansk) is een openbare universiteit in Gdańsk in het Poolse Woiwodschap Pommeren.
De instelling ontstond uit de fusie van de Hogere Economische School van Sopot (opgericht in 1945) en het Pedagogisch College van Gdańsk (opgericht in 1946). Tegenwoordig is de Universiteit Gdańsk de grootste instelling voor hoger onderwijs in de Poolse noordelijke regio Pommeren. De universiteit wordt erkend als een expertisecentrum in de Kasjoebische taal- en letterkunde.
Tot de voormalige docenten van de universiteit behoren de dichter Zbigniew Herbert en de econoom en later politicus Janusz Lewandowski, ook alumnus van de instelling. Andere alumni waren voormalig Pools premier Jan Krzysztof Bielecki, de musicus Adam Darski, politicus Maciej Płażyński, polsstokhoogspringster Monika Pyrek, politicus en voormalig voorzitter van de Europese Raad Donald Tusk. 